# Tráva

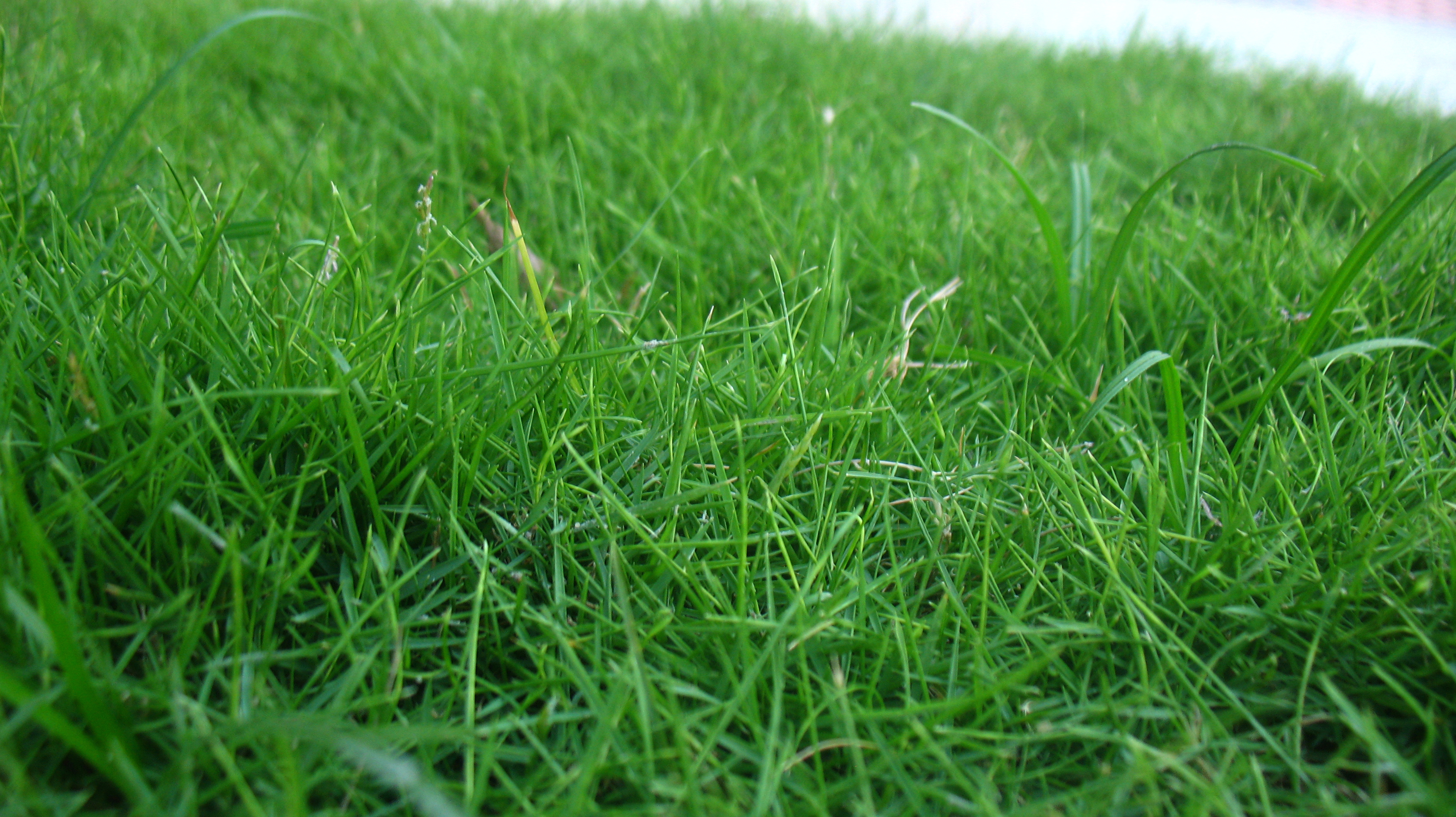
Tráva

Trávy jsou jednoděložné byliny s nenápadnými květy a dlouhými, úzkými listy. Trávy mají kulatý, dutý stonek. Na jedné straně je tráva jedinou takovou rostlinou nebo nespecifickou kategorií pro biologickou klasifikaci takových rostlin. Na druhé straně je tráva  plochý rostlinný pokryv na zemi (jako louka nebo trávník) nebo souhrn travnatých rostlin, které požírají zvířata, nebo které sklízí zemědělec při sečení (viz také travní porost).
Tráva je základem života mnoha zvířat, zejména přežvýkavců a lichokopytníků. Uzavřený rostlinný pokryv na půdě do značné míry snižuje denudaci, půda je méně erodovaná, tvoří se humus.
Obvykle se jedná o rostliny z čeledi lipnicovitých (Poaceae), které se obecně nazývají trávy nebo traviny. Většina travin nedosahuje výšky 0,5 m.[zdroj?] Jiné druhy, jako například bambus, však mohou být mnohem vyšší.
Typickými znaky tráv jsou svazčité kořeny a dutý stonek s kolénky, tzv. stéblo. Listy objímají stéblo dlouhou válcovitou pochvou, mezi čepelí a pochvou bývá také blonitý jazýček a někdy také ouška.

## Trávy
Mezi trávy patří lipnice luční, srha laločnatá, psárka luční, bojínek luční, ovsík vyvýšený, rákos obecný.

## Rozšíření
Rod trav je jednou z nejrozšířenějších a nejhojnějších skupin rostlin na Zemi. Trávy se vyskytují na všech kontinentech, včetně Antarktidy s přítomností antarktické vlasové trávy na Antarktickém poloostrově.

## Využití
Trávy patří mezi ekonomicky nejdůležitější rod rostlin. Již 6000 let se pěstují jako potrava pro domestikovaná zvířata; zrnka trav, jako je pšenice, rýže, kukuřice a ječmen, jsou nejdůležitější plodiny pro výrobu potravin. Trávy se také používají při výrobě došků, papíru, paliv, oděvů, izolací, dřeva na oplocení, nábytku, lešení a stavebních materiálů, rohoží na podlahy, sportovních trávníků, slaměných košů apod.

### Potravinářství
Trávy tvoří 70 % z pěstovaných plodin.  Zemědělské trávy pěstované pro jejich jedlá semena se nazývají obiloviny nebo zrna . Tři druhy obilovin – rýže, pšenice a kukuřice – poskytují více než polovinu energetické spotřeby lidstva. Obiloviny, včetně rýže (v jižní a východní Asii), kukuřice (ve střední a jižní Americe) a pšenice a ječmene (v Evropě, severní Asii a Severní a Jižní Americe), představují hlavní zdroj sacharidů pro člověka a jeden z hlavních zdrojů bílkovin.
Cukrová třtina je hlavním zdrojem cukru. Mezi další využití cukrové třtiny patří naklíčené zrno, výhonky a oddenky. Dále obsahuje šťávu a rostlinné mléko, ze které se vaří rum, pivo, whisky a vodka.
Bambusové výhonky se používají v mnoha asijských pokrmech a vývarech.
Citronová tráva je používána jako kulinářská bylina pro svou citrusovou chuť a vůni.
Mnoho druhů trávy se pěstuje jako pastviny nebo jako krmivo pro hospodářská zvířata, zejména skot, koně a ovce. Tyto trávy mohou být sečeny a skladovány pro pozdější krmení, zejména na zimu, jako balíky sena nebo slámy, nebo v silech jako siláž. Sláma (a někdy i seno) může být také použita jako podestýlka pro zvířata.

### Průmysl
Trávy se používají jako surovina k mnoha účelům, včetně stavebnictví. Klas je používán k výrobě stavebních materiálů, například k izolaci. Také pro výrobu papíru a lepenky nebo jako orientovaná strukturovaná sláma. Travní vlákno lze použít pro výrobu papíru a pro výrobu biopaliv. Bambusové lešení je schopné odolat větru o síle tajfunu, který by rozbil ocelové lešení. Větší bambusy a trsť rákosovitá mají silné vrcholy, které lze použít podobným způsobem jako dřevo. Trsť rákosovitá se používá k výrobě rákosí pro dechové nástroje a bambus se používá pro nesčetné nářadí.
Phragmites australis (rákos obecný) je jednou ze surovin pro doškové střechy a travní kořeny stabilizují trávu.